# Sandjak Alexandretta
De sandjak Alexandretta of  Alexandrette (Frans: Sandjak d'Alexandrette, Turks:  İskenderun Sancağı Arabisch: سنجق الإسكندرونة / Sanjaq al-Iskandarūna) was van 1921 tot 1938 een bestuurlijk onderdeel (sandjak) van het Frans Mandaat Syrië. Het gebied besloeg de noordelijke kuststrook van het mandaatgebied rond de steden Alexandrette (tegenwoordig İskenderun) en Antiochië (Antakya) en komt grotendeels overeen met de huidige Turkse provincie Hatay.
Alexandretta had binnen het mandaatgebied een speciale bestuurlijke status gekregen omdat de bevolking voor een groot deel uit Turken bestond in tegenstelling tot het door Arabieren gedomineerde Syrië. Het gebied kreeg verdere autonomie in 1937 en in 1938 werd de republiek Hatay uitgeroepen, welke in 1939 bij de republiek Turkije werd gevoegd. In deze regio wonen historisch relatief gezien een groot aantal Alawieten.

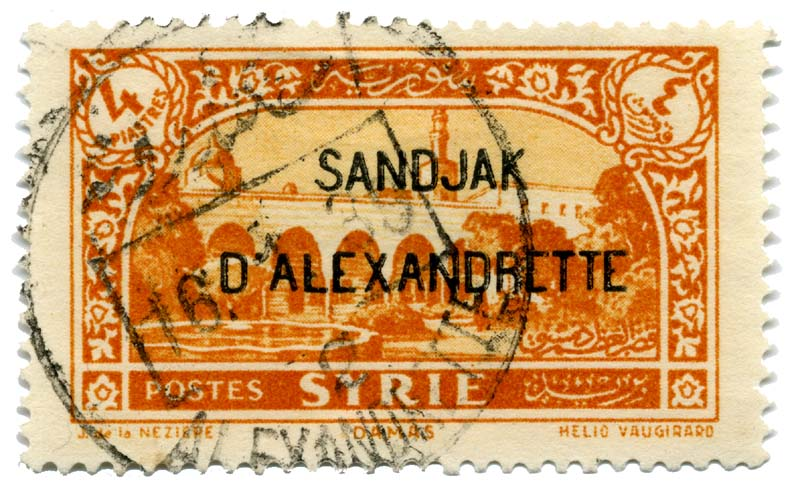
Syrische postzegel met de opdruk Sandjak d'Alexandrette.